# Feuerwehr-Erinnerungsabzeichen (Freistaat Anhalt)
Das Feuerwehr-Erinnerungsabzeichen wurde am 10. April 1926 vom Anhaltischen Staatsministerium in Gold und Silber gestiftet.
Sie konnte an Personen verliehen werden, die wenigstens 25 Jahre als Mitglied einer organisierten anhaltischen Feuerwehr als diensttuende Mitglieder angehört und sich dabei durch treue Erfüllung ihrer Dienstpflichten ausgezeichnet hatten. In besonderen Ausnahmefällen konnte die Medaille auch ohne Erreichung dieser Grenze verliehen werden.
Die Medaille zeigt auf der Vorderseite eine horizontale Mauer mit vier Zinnen und mittig einem Bogentor, auf dem schreitend der anhaltische Bär zu sehen ist. Darüber steht FREISTAAT und unter der Mauer ANHALT. Rückseitig mit den Stielen gekreuzt, eine Spitzhacke und ein Feuerwehrbeil, auf die ein Feuerwehrhelm aufgelegt ist. Darunter die Inschrift FÜR TREUE DIENSTE. 
Für 25 Dienstjahre ist die Medaille in Silber, für 50 bzw. 40 Jahre in Gold.
Die Auszeichnung wurde an einem grasgrünen Band mit hellroten Mittel- und weißen Seitenstreifen auf der linken Brust getragen.